# ランバサ
ランバサ（フィジー語: Labasa,Lambasa）は、フィジー北部地域の都市。北部地域の中心都市で、フィジー第2の島であるバヌアレブ島最大の都市である。人口26,601人（2017年国勢調査）。英字綴りの影響でラバサとも呼ばれる。

## 地理
ランバサはバヌアレブ島中央部北岸に位置する。
住民はインド系が多い。

## 経済
周辺で栽培されるサトウキビから製糖するフィジー砂糖公社の製糖工場があり、基幹産業となっている。

## 交通

### 空港
バヌアレブ島の玄関口となるランバサ空港が5km西にあり、国際空港のあるナンディや首都スバとの便がある。